# صندوق ألاسكا الدائم

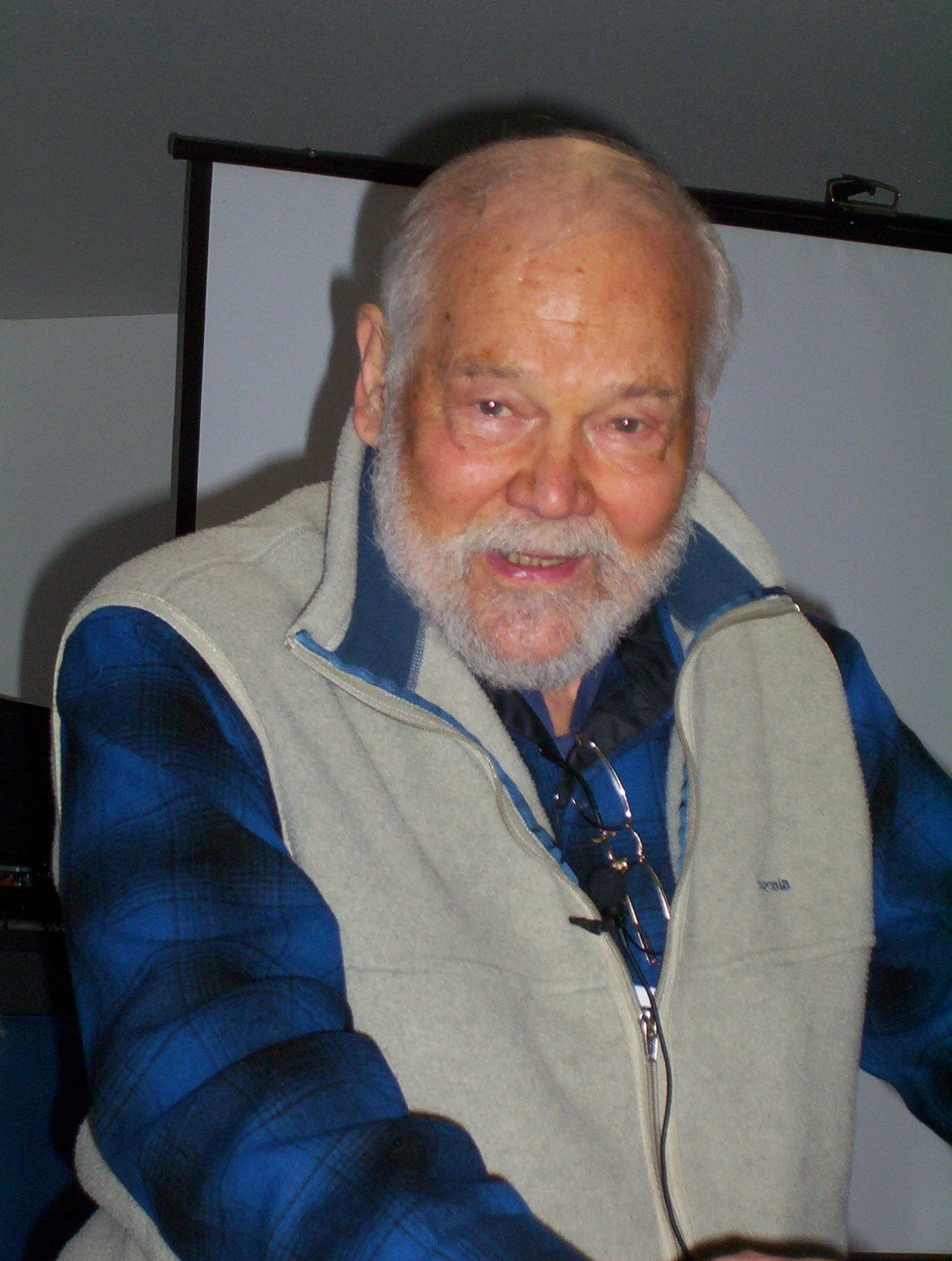

صندوق ألاسكا الدائم هو صندوق دائم مؤسس دستوريًا تديره شركة مملوكة للدولة ،مؤسسة صندوق ألاسكا الدائم (APFC). تأسست في ألاسكا في عام 1976  بموجب المادة 9 ، القسم 15 من دستور ولاية ألاسكا  عهد الحاكم جاي هاموند . من فبراير 1976 حتى أبريل 1980 ، أدار قسم وزارة الخزانة الإيرادات أصول الصندوق الدائم للولاية، حتى في عام 1980 ، أنشأت الهيئة التشريعية لولاية ألاسكا مؤسسة صندوق ألاسكا الدائم . اعتبارًا من نهاية عام 2016 ، بلغت قيمة الصندوق حوالي 55 مليار دولار تم تمويلها من عائدات النفط.

## روابط خارجية
- ولاية ألاسكا - إدارة الإيرادات - مؤسسة الصندوق الدائم لولاية ألاسكا
- ولاية ألاسكا - إدارة الإيرادات - شعبة توزيع أرباح الصندوق الدائم
- معهد صندوق الثروة السيادية - صفحة صندوق ألاسكا الدائم